# Nes skans
Nes skans är ett gammalt befästningsverk i Nes kommun i Akershus fylke i Norge, vid Glommas och Vormas förening. Den byggdes 1676–1677 av Ulrik Frederik Gyldenløve runt om kyrkan och besattes, men utrymdes snart och var 1695 raserad.